# يو إف سي على إيه بي سي: هيل ضد رونتري جونير
يو إف سي على إيه بي سي: هيل ضد رونتري جونير (بالإنجليزية: UFC on ABC: Hill vs. Rountree Jr.) (المعروف أيضًا باسم يو إف سي على إيه بي سي 8) هو حدث لفنون القتال المختلطة نظّمته يو إف سي، وأُقيم في 28 يونيو 2025، على صالة كريستال باكو في باكو، أذربيجان.

## الخلفية
كان نزال وزن خفيف الثقيل بين بطل يو إف سي لوزن خفيف الثقيل السابق جمال هيل والمنافس على اللقب السابق خليل رونتري جونير هي الحدث الرئيسي. كان من المتوقع في الأصل أن يلتقي الثنائي في حدث يو إف سي 303 في يونيو 2024، ولكن تم إلغاء النزال حيث انسحب رونتري من الحدث بعد تناوله أندروستينولون عن غير قصد في مكمل ملوث. ثم تم حجزهما ليكونا في الحدث الرئيسي لحدث يو إف سي على إي إس بي إن: ماتشادو غاري ضد براتيس في أبريل، لكن هيل انسحب بسبب إصابة في الساق.

## النتائج
1. ↑  تم خصم نقطتين من نوردييف في الجولة الثانية بسبب ركبة غير قانونية.

## الجوائز الإضافية
حصل المقاتلون التاليون على مكافأتين بقيمة 50 ألف دولار، بإجمالي 100 ألف دولار.
- قتال الليلة: ناظم صادقوف ضد نيكولاس موتا
- أداء الليلة: ناظم صادقوف ونيكولاس موتا